# Reduta (centrum handlowe)
Reduta, dawniej Atrium Reduta – centrum handlowe znajdujące się przy Alejach Jerozolimskich 148 w Warszawie.

## Opis
Centrum zostało otwarte w 1999. Jest zlokalizowane naprzeciwko centrum handlowego Blue City. W 2003 obiekt zajmował ok. 105 tys. m², a rok później centrum zostało powiększone o 11 tys. m². W 2018 zakończyła się rozbudowa obiektu o część rozrywkową - siłownię CityFit i sześciosalowe kino Cinema 3D (od 2022 Multikino). Dzięki temu powierzchnia budynku zwiększyła się o kolejne 4 tys. m². W 2022 przebudowie uległa część gastronomiczna.
W 2022 w Atrium Reduta funkcjonowało min. ponad 100 sklepów, siedem restauracji, punkty usługowe, klub fitness i kino na dwóch kondygnacjach. Klienci mają do dyspozycji 1650 miejsc parkingowych.

## W kulturze
W 2008 roku w centrum handlowym realizowano zdjęcia do filmu „Galerianki” w reżyserii Katarzyny Rosłaniec.